# Liste der Pfarren im Dekanat Windischgarsten
Das Dekanat Windischgarsten ist ein Dekanat der römisch-katholischen Diözese Linz.

## Pfarren mit Kirchengebäuden und Kapellen
| Ort                    | Pfarrverband           | Ink.                | Patrozinium                       | Kirchengebäude und Kapellen | Bild                               |
| Heiligenkreuz          | Kirchdorf an der Krems | Schlierbach (OCist) | Kreuzerhöhung                     | Pfarrkirche Heiligenkreuz | Pfarrkirche Heiligenkreuz          |
| Hinterstoder           | Windischgarsten        |                     | Kreuzerhöhung                     | Pfarrkirche Hinterstoder | Pfarrkirche Hinterstoder           |
| Kirchdorf an der Krems | Kirchdorf an der Krems | Schlierbach (OCist) | Hl. Gregor der Große              | Stadtpfarrkirche Kirchdorf an der Krems Kalvarienbergkirche, Filialkirche Inzersdorf im Kremstal, Hauskapelle im Altenheim, Kapelle im Krankenhaus | Pfarrkirche Kirchdorf an der Krems |
| Klaus                  | Kirchdorf an der Krems | Schlierbach (OCist) | Schmerzhafte Mutter Gottes        | Pfarrkirche Klaus an der Pyhrnbahn Bergkirche Klaus                                                                                                | Kapelle und Pfarrhof Klaus         |
| Micheldorf             | Kirchdorf an der Krems | Schlierbach (OCist) | Hl. Josef                         | Pfarrkirche Micheldorf in Oberösterreich Filialkirche am Georgenberg, Burgkapelle in Altpernstein                                                  | Pfarrkirche Micheldorf             |
| Nussbach               | Kirchdorf an der Krems | Schlierbach (OCist) | Hl. Leonhard                      | Pfarrkirche Nußbach Kapelle in Wimberg | Pfarrkirche Nussbach               |
| Schlierbach            | Kirchdorf an der Krems | Schlierbach (OCist) | Mariä Himmelfahrt und Hl. Jakobus | Stiftskirche Schlierbach Filialkirche Oberschlierbach, Filialkirche Hl. Ubald in Sautern                                                           | Pfarrkirche Schlierbach            |
| Spital am Pyhrn        | Windischgarsten        |                     | Mariä Himmelfahrt                 | Pfarrkirche Spital am Pyhrn Filialkirche St. Leonhard                                                                                              | ehemaliges Stift Spital am Pyhrn   |
| St. Pankraz            | Windischgarsten        |                     | Hl. Pankraz                       | Pfarrkirche St. Pankraz | Pfarrkirche St. Pankraz            |
| Steinbach am Ziehberg  | Kirchdorf an der Krems | Schlierbach (OCist) | Hl. Florian                       | Pfarrkirche Steinbach am Ziehberg | Pfarrkirche Steinbach              |
| Steyrling              | Kirchdorf an der Krems | Schlierbach (OCist) | Unbefleckte Empfängnis Mariä      | Pfarrkirche Steyrling | Pfarrkirche Steyerling             |
| Vorderstoder           | Windischgarsten        |                     | Hl. Leopold                       | Pfarrkirche Vorderstoder | Pfarrkirche Vorderstoder           |
| Wartberg an der Krems  | Bad Hall               | Schlierbach (OCist) | Hl. Kilian                        | Pfarrkirche Wartberg an der Krems Kapelle im „alten Gottesacker“                                                                                   | Pfarrkirche Wartberg               |
| Windischgarsten        | Windischgarsten        |                     | Hl. Jakobus                       | Pfarrkirche Windischgarsten Filialkirche Rosenau, Kapelle in Mitterweng, Schulkapelle in Roßleithen                                                | Pfarrkirche Windischgarsten        |

## Dekanat Windischgarsten
Das Dekanat umfasst 13 Pfarren.

## Dechanten
- Severin Kranabitl
- KonsR Mag. P. Friedrich Höller (Stand 23. Oktober 2020)[1]